# معایب الرجال
معایب الرجال کتاب یا رساله‌ای است که در سال ۱۳۱۲ قمری توسط بی‌بی‌خانم استرآبادی در دوران ناصرالدین شاه قاجار نوشته شده است. بی‌بی‌خانم این رساله را در پاسخ به کتاب زن‌ستیرانهٔ تأدیب النسوان نوشت که پیش‌تر به قلم شخصی ناشناس منتشر شده بود. معایب الرجال، نخستین دفاعیهٔ مکتوب از زنان ایرانی است. تألیف کتاب در زمانه‌ای روی داد که جامعه در کشاکش سنت و مدرنیته بود و بی‌بی‌خانم در این کتاب می‌کوشد با استدلال بر اساس مبانی اسلامی، ادب فارسی و با اشاره به مزایای فرهنگ غرب، از زنان و حقوقشان دفاع کند. کتاب در سه بخش، به انضمام یک خودزندگی‌نامه در پایان نگاشته شده است. متن پر از آیات، احادیث، حکایت، ضرب‌المثل و شعر است و در بسیاری از جای‌ها لحن طنز به خود می‌گیرد. در حالی که چند جلد از نسخه‌های خطی این کتاب در دسترس بوده‌اند، این کتاب به مدت صد سال چاپ و انتشار نیافت، تا این که در سال ۱۳۷۱ خورشیدی به کوشش افسانه نجم‌آبادی و حسن جوادی، در دو ویرایش و چاپ جداگانه، در ایالات متحده آمریکا منتشر شد.

## زمینه‌ها
در اواخر قرن نوزدهم و اوایل قرن بیستم میلادی، ایران قاجاری از لحاظ اقتصادی عقب‌مانده و از نظر سیاسی آشفته بود.: ۲۵  در جامعهٔ شیعه و مردسالار ایران، زنان عمدتاً در انزوا می‌زیستند و به آن‌ها تنها در چارچوب خانه و تولید مثل می‌نگریستند. حجاب به شکل چادر، روبنده و چاقچور فاصله‌ای میان دنیای زنان و مردان ایجاد می‌کرد و به عنوان ضعیفه، مطیع و در مالکیتِ مردان بودند. حتی زنان ثروتمند قشر بالا نیز به ندرت از خانه بیرون می‌رفتند و برای این کار می‌بایست در کنار خواجه‌ها بیرون می‌رفتند یا درون کالسکه‌ای دربسته و با کودکان یا زنان دیگری همراه می‌شدند. اصطلاح رایج دیگر برای زنان منزل بود، زیرا می‌بایست زندگی خود را وقف خانه و خانواده‌شان می‌کردند.: ۲۶  مردان مرفه بیش از یک همسر اختیار می‌کردند و به اندرونی می‌بردند و اهالی خانه‌شان گاهی تا چهارصد نفر هم می‌رسید؛ در حالی که در خانواده‌های ضعیف‌تر شوهر پس از ازدواج در خانهٔ پدری می‌ماند و در چند خانواده زیر یک سقف می‌زیستند. تولد دختر در برخی خانواده‌ها ننگ شمرده می‌شد و زنان ممکن بود به خاطر به دنیا آوردن نوزاد دختر تنبیه یا سرزنش شوند، اما در خانواده‌های متمول تحمل بیشتری نسبت به دختران وجود داشت و برخی خانواده‌ها برای دخترانشان معلم خصوصی می‌گرفتند تا خواندن و نوشتن و آموزش زبان‌های فارسی، عربی، فرانسوی و خیاطی و گلدوزی بیاموزند. به تمامی دختران می‌آموختند که جنسیت، باروری و نقششان در خانه تنها دارایی آن‌هاست و از سنین ۹ یا ۱۰ سالگی، بدون توجه به خواسته‌هایشان، با پسران نامزد می‌شدند. ازدواج در اسلام همانند معامله‌ای تجاری است که زن، برای رابطهٔ جنسی، در آن متاع معامله است. این چرخهٔ اجتماعی و نظام زناشویی مبتنی بر پدرسالاری، مدام تکرار می‌شد.: ۲۷–۲۸ 
ایران قرن نوزدهم تحت فرمان دودمان قاجاریه بود که به شیوهٔ باستانی ایرانیان حکومتی اقتدارگرا داشتند ولی در میان فشارهای نظامی و رقابت دولت‌های روسیه و بریتانیا، استقلال خود را از دست دادند و به صورت نیمه مستعمره درآمدند. روس‌ها و بریتانیایی‌ها با پیگیری منافع ملی خود در ایران، موجب تضعیف اقتصاد این کشور می‌شدند و اینچنین تحولات اجتماعی را در پی داشتند. طبقه متوسط، بازاریان، به روحانیان شیعه نزدیک شدند و آشنایی با تاریخ و فرهنگ غرب منجر به ایجاد جریان‌های روشن‌فکری در ایران شد.: ۴۰–۴۲  گسترش راه‌های ارتباطی با پیشرفت‌های فناوری، تعامل روزافزون با کشورهای غربی که اندیشه‌های مدرن داشتند و شکل‌گیری ایدهٔ هویت ملی و فردی در ایرانیان و به خصوص در استان‌های شمالی، که بیشتر تحت تأثیر ایده‌ها و رویدادهای داخلی روسیه بودند، باعث آگاهی سیاسی و دید اجتماعی جدید مردم شدند و در چنین شرایطی جنبش مشروطه شکل گرفت که خواستار مقابله با استعمار و استبداد بود.: ۳۰۱ : ۴۰–۴۲ 
زنان در این جنبش و پیروزی انقلاب مشروطه نقش داشتند. گویا مشارکت اولیهٔ زنان ایرانی در مشروطه بر اساس تعلقات مذهبی بود ولی پس از بنیان‌گذاری مجلس و تصویب قانون اساسی، روحانیان مذهبی مطالبات زنان برای آموزش دختران و قانونی شدن انجمن‌های زنانه را رد کردند و زنان به آرامی حمایت از روحانیان را کنار نهادند. با این حال تعهد زنان به قانون اساسی و حضورشان در میدان سیاسی برقرار ماند.: ۴۴–۴۵  زنان که پیش از ایجاد مجلس و قانون اساسی، از نقش خود به عنوان حامیان مردان مشروطه‌خواه راضی بودند، پس از این، مسیر جدیدی در پیش گرفتند و بر بهبود وضع خود متمرکز شدند.: ۲۹۹  زنان قشر مرفه در این زمان، همچون مردان عصر خود، در معرض ایده‌های نو و فرهنگ اروپایی در مورد قانون، برابری و آموزش قرار گرفتند و این برخورد با نقش سنتی زن در جامعه تضاد داشت و مردان هنوز برای چنین تحولاتی آمادگی نداشتند.: ix 

## محتویات
رساله با این تک‌بیت آغاز می‌شود:
| نخست از ابتدا آرم ثنا و حمد یزدان را |  | که از اضلاع سمت چپ پدیدآورد نسوان را |

بی‌بی‌خانم در نخستین بند مقدمه، ضمن ذکر تاریخ و مکان نگارش رساله، ناصرالدین شاه قاجار را می‌ستاید. سپس می‌گوید که رساله را به خواست دوستان منتشر کرده است و پس از آن خودش و اسلاف و اجدادش را به اختصار معرفی می‌نماید. در ادامهٔ مقدمه، می‌گوید این کتاب را در پاسخ به کتاب تأدیب النسوان نگاشته و به چهار مجلس (فصل) تقسیم کرده و «فی الجمله از طریقه زن‌داری ایشان پس از آن سرگذشت خود را قرار داده.»
در واپسین بند مقدمه تأکید می‌کند مقصود او از برشمردن عیب‌های مردان، «مردان بَلَهم اَضّل» است و مردان با عقل و شعور چنین رفتار و کرداری ندارند. همچنین از کتاب آداب ناصری اثر محمد ابراهیم خان خلوتی به نیکی یاد می‌کند. در آخر می‌گوید «این چند کلمه را به‌طور نصیحت می‌نگارم تا خواهران دینی من بهره‌مند شوند و امید که به دعای خیرم یاد و شاد فرمایند.»
نخستین سرفصل «نصایح نسوان بعون الملک المنّان» است. در این بخش مؤلف زنان و دختران را مخاطب قرار داده و نصیحت می‌کند. به مخاطبان زنش می‌گوید «خداوند تبارک و تعالی شما زنان را برای مردان آفریده که تا کشت و زرع ایشان باشید و نسل زیاد کنید وگرنه کار دیگر از شماها بعمل نخواهد آمد» و آن‌ها را از اتکای به خود، خواستاری برابری با مردان، اشتغال جهت متکی نبودن و… برحذر می‌دارد. سپس می‌گوید زنان بایستی حدود خود را بدانند؛ مثلاً بدون اجازهٔ مردان از خانه بیرون نروند، روی به بیگانه نشان ندهند، به شوهر همواره لبخند بزنند، از او چیزی طلب نکنند، اسراف نکنند، قهر و مکر و حیله نکنند و… پس از این پندها، می‌گوید این کارها را تنها در صورتی به جای آورید که شوهرانی مؤمن و صالح داشته باشید که خوش‌سلوک و مهربان باشند، نه بهانه‌جو، لج‌باز، رفیق‌باز، امردباز، بی‌غیرت و… که در چنین احوالی، بهترست هر چه زودتر، تا گرفتار فرزندان نشدند و به پیری نرسیدند، شوهر را طلاق دهند. سپس بیت ذیل و دو قصیده، یکی در مدح شاه و دومی در مدح ولیعهد، آمده است و بخش نخست پایان می‌یابد:
| چنان مکن که به بیچاره‌گی فرو مانی |  | کنونکه چاره بدستت درست چاره بساز |

در آغاز بخش دوم نیز نخست در متنی مسجع، به ستایش خدا و انبیا پرداخته است. سپس نقل می‌کند که در محفلی زنانه در حال صحبت بودند که ناچار شد سرگذشت خودش را برای دیگر زنان تعریف کند و آن‌ها بسیار غافل‌گیر شدند زیرا بی‌بی‌خانم هیچ‌گاه از شوهر خود نمی‌نالید و دیگر زنان را هم پند می‌داد که بدی‌های شوهرانشان را نگویند. (این سرگذشت در بخش پایانی کتاب آمده است) در محفل زنانه به نگارش کتاب تأدیب النسوان هم اشاره می‌شود و زنان این رساله را در اختیار بی‌بی‌خانم قرار می‌دهند. بی‌بی‌خانم هم کتاب را خوانده و نمی‌پسندد و پس از مدتی تصمیم می‌گیرد نقدی بر آن بنویسد. پس از تضمینی از سعدی، می‌گوید:
| « | هرچند مرتبهٔ مردان به مقتضای ادّله و برهان و آیات قرآن از زنان برتری و بالاتری دارند قال الله تبارک و تعالی الرجال قوامون علی النساء الی آخر آیه ولی نه هر مردی از هر زنی فزون‌تر است و نه هر زنی از هر مردی فروتر. مریم و زهرا آسیه و خدیجه کبری از زنانند، فرعون وهامان شمر و نسان از مردان. | » |

| راست رو را پیر ره کن گرچه زن باشد |  | که خضر در سیاهی چون شود گم مادیانش رهبر است |

بی‌بی‌خانم می‌گوید: «تمام امورات دنیای وفی بالنسبه اضافی و نسبی می‌باشد زنان را همین بس بود یک هنر که مردان اگر سر به اوج آسمان کشند زائیدهٔ زنانند و پس‌افتادهٔ ایشان.» سپس نقدهای تأدیب النسوان را صرفاً سلیقهٔ مؤلف اثر می‌داند و می‌گوید پس از بیان نقد هر یک از بندهای آن کتاب، زنان انجمن از او خواهش کردند این ایرادها را در قالب کتاب معایب الرجال منتشر سازد.
بی‌بی‌خانم نقد فصل به فصل تأدیب النسوان را با زبانی گزنده، طنز و تحقیرآمیز آغاز می‌کند و مؤلف آن را مستقیماً مورد نقد قرار می‌دهد و در برابر هر یک از فصولی که نوشته، یک یا دو بند نقد و پاسخ می‌آورد تا بخش دوم هم به پایان رسد.
بخش سوم نیز با ذکر خداوند و به صورت مسجع آغاز می‌شود و به تدریج انتقاد از رفتار مردان از دل حمد و ثنای نخستین آغاز می‌گردد. پس از آن در سرفصل‌های جداگانه، به ترتیب «مجلس شراب»، «مجلس قماربازی»، «مجلس چرس و بنگ و تریاک» و «مجلس الواط و اوباش» را با جزئیات شرح می‌دهد و نکوهش می‌کند. سپس چندی در مورد مهریه و تنوع‌طلبی مردان صحبت می‌کند و بیتی از سعدی را نقد می‌نماید. پس از ابیاتی چند، به مردان توصیه می‌کند که به زنان خود ابراز محبت کنند و احادیث، آیات قرآن و ضرب‌المثلی تُرکی را گواه سخنش می‌آورد. بار دیگر بر ایرادگیر بودن مردان و دست بزن داشتنشان شکوه می‌کند. بی‌بی همچنین دربارهٔ استقلال مالی زنان در اسلام سخن می‌گوید و از آن دفاع می‌کند. بی‌بی‌خانم همچنین رفتار پادشاه با همسرش را به عنوان الگوی مناسب معرفی می‌کند.
در آخر بی‌بی‌خانم سرگذشت خود که در ابتدای کتاب وعده‌اش را داده بود، روایت می‌کند که عاشق فرد قفقازی به نام موسی می‌شود ولی دایی‌اش که از روحانیان بود، تا چهار سال اجازهٔ ازدواج را نمی‌داد. نهایتاً این دو که عاشق و معشوق بودند، ازدواج می‌کنند و زندگی پرشور و عشقی داشتند تا «ایام زائیدن و نالیدن رسید» و بی‌بی که از به دنیا آوردن فرزندان، ضعیف شده بود و فرصت کافی نداشت. او تصمیم گرفت برای شوهرش کنیزی بگیرد. مدتی پس از صیغه کردن کنیز، بی‌بی‌خانم و شوهرش دعوا افتاده و بی‌بی‌خانم خانه را ترک می‌کند و مدتی طول می‌کشد تا شویش او را به خانه بازمی‌گرداند و همسر صیغه‌ای خواهان ترک خانه می‌شود و کاشف به عمل می‌آید که زن صیغه‌ای شوهر را بر آن داشته بود که بی‌بی را از خانه اخراج کند. نهایتاً بی‌بی و شوهرش کما فی سابق مهربانی از سر می‌گیرند. بی‌بی در پایان نیز حکایتی را به طنز می‌آورد که مصداق «عذر بدتر از گناه» است.

## درون‌مایه‌ها

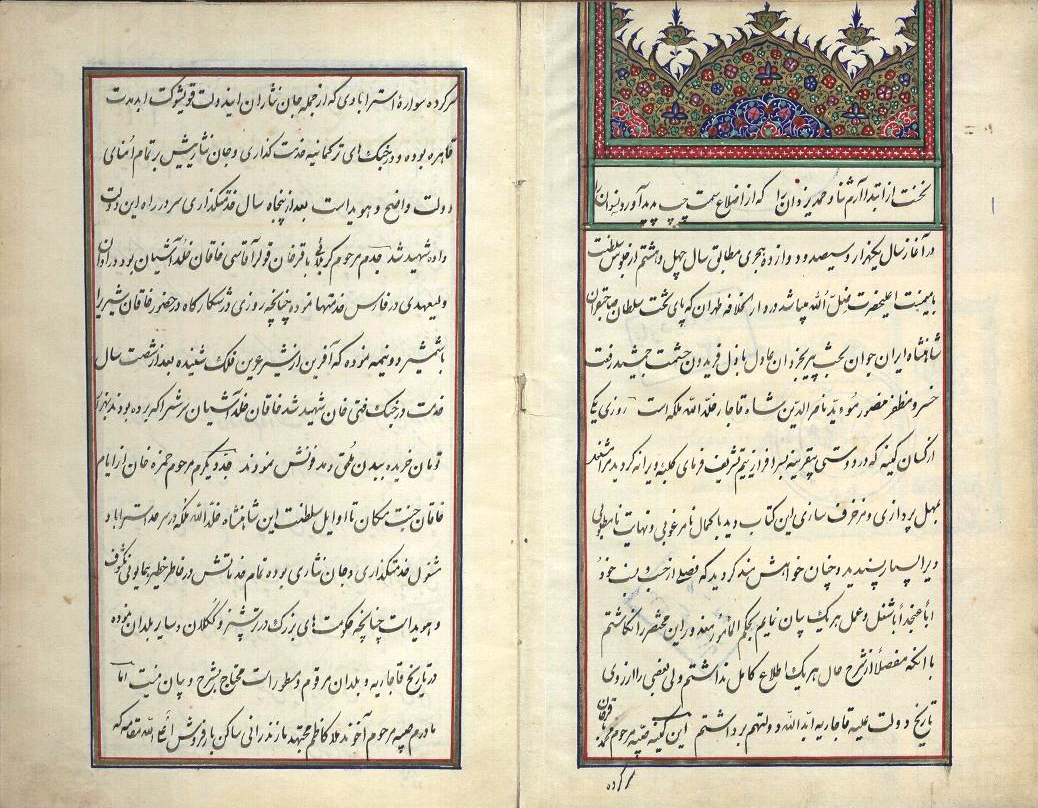
تصویر نسخه خطی از کتاب معایب الرجال که در کتابخانه مجلس نگهداری می‌شود. نخستین جمله‌ای که در بالای صفحه نوشته شده این بیت است: «نخست از ابتدا آرم ثنا و حمد یزدان را، که از اضلاع سمت چپ پدیدآورد نسوان را»

در حدود سال ۱۳۰۰ قمری (۱۲۶۲ شمسی) نویسنده‌ای ناشناس، یحتمل از شاهزادگان قاجاری، اثری به نام تأدیب النسوان نوشت و منتشر کرد. هر فصل این رساله به نحوه اصلاح رفتار و کردار ناپسندی می‌پردازد که نویسنده منتسب به زنان می‌داند: فصل اول دربارهٔ «سلوک زن»، فصل دوم «حفظ زبان»، فصل سوم «گله‌گزاری»، فصل چهارم «قهر کردن»، فصل پنجم «طرز راه رفتن»، فصل ششم «آداب غذا خوردن»، فصل هفتم «پاکیزه نگه داشتن بدن و استعمال بعضی از عطریات»، فصل هشتم «طرز لباس پوشیدن»، فصل نهم «آداب خوابیدن» و فصل دهم دربارهٔ «آداب صبح برخاستن از خواب» است. این کتاب دیدگاهی مردسالارانه داشت و می‌کوشید زنان جامعه را از احقاق حقوقشان به عقب راند.
چند سال بعد، در سال ۱۳۰۸ قمری (۱۲۷۰ شمسی)، پیش از ترور ناصرالدین شاه، بی‌بی‌خانم استرآبادی کتابی به نام معایب الرجال نوشت که ردیه‌ای بر کتاب تأدیب نسوان بود. بی‌بی‌خانم به دو شکل کتاب مذکور را نقد می‌کند؛ آن دسته از آیات و روایات مذهبی که بدان استناد شد را پذیرفته و بازتعریف می‌کند و با تفسیر متفاوت ارائه می‌دهد ولی به دستهٔ دیگر که مربوط به عرف، سنت، فرهنگ و ادبیات هستند می‌تازد و آن‌ها را مردود می‌شمارد.
معایب الرجال با مقدمه‌ای شامل زندگی‌نامهٔ بی‌بی‌خانم آغاز می‌شود که زمینه اجتماعی و آموزشی این رساله را فراهم می‌کند. سپس شعرهایی در مدح ناصرالدین شاه و ولیعهدش، مظفرالدین شاه، می‌آورد و با مدح وزیر اعظم این بخش را به پایان می‌رساند. متن اصلی رساله شامل دو بخش است: بخش نخست پاسخی زیرکانه، صریح و خشمگین به تأدیب النسوان است و در بخش دوم خطاب به زنان نصایح و هشدارهایی دربارهٔ روابط زنان و مردان و به خصوص روابط زناشویی بیان می‌شود.
رسالهٔ معایب الرجال «نخستین دفاعیهٔ مکتوب زنان» در تاریخ ایران است، و بی‌بی‌خانم اولین فردی بود که موفق به نوشتن کتابی در حمایت از نوگرایی زنان ایرانی شد و یکی از نخستین بیانیه‌های فمینیستی در ایران را ثبت کرد.
معایب الرجال یکی از منابع مهم و تأثیرگذار برای درک فضای فرهنگی زنان در دوران پیش از مشروطه است. بی‌بی‌خانم در این کتاب مسائلی همچون اعتراض به تعدد زوجات و حق یک‌سویهٔ مردان برای طلاق و تأکید بر آموزش زنان را مطرح کرده است. او نگاهی انتقادی به ساختار تحمیلی جامعهٔ خود دارد و اساس نقد را بر تغییر رابطهٔ زن و مرد یا ضعیفه‌بودن زن می‌گذارد و برخی از خواست‌های پنهان‌ماندهٔ زنان را با جدیت و شجاعت مطالبه می‌کند.
بی‌بی‌خانم در این رساله علاوه بر آن‌که پاسخی جداگانه به هر ده فصل کتاب تأدیب‌النسوان داده، چهار فصل را نیز به معایبی که در مردان می‌بیند نسبت می‌دهد: «اطوار شراب‌خوار»، «کردار اهل قمار»، «در تفصیل چرس و بنگ و واپور و اسرار» و «شرح گفتگو در اوضاع عبائره و اقرات اجامره و الواط». او در این کتاب مردان را دعوت می‌کند که «دست از تأدیب کردن نسوان بردارند و در پی تأدیب و تربیت خود برآیند». در بخشی از کتاب هم بی‌بی‌خانم به شرح داستان زندگی خود و داستان بی‌وفایی شوهرش پرداخته است تا نشان دهد چطور در ایران حتی بهترین ازدواج‌ها نیز در خطر هستند.: ۲۰۳ 
در بخش دیگری، بی‌بی دربارهٔ امردبازی و رابطهٔ جنسی مردان با پسران جوان صحبت کرده است و از مردان می‌خواهد که اگر همسرانی دوست‌داشتنی می‌خواهند، از این عمل رذیلانه که به روابط زناشویی هم صدمه می‌زند، دست بردارند. او می‌گوید زنان انتظار عشق متقابل دارند و نه تنها می‌خواهند که شوهرانشان دست از امردبازی بکشند، بلکه به جای این که مدام خارج از خانه بوده و با رفقا باشند، وقت بیشتری را به مصاحبت با همسران اختصاص دهند و بی‌دلیل زنان را طلاق ندهند و… این متن یکی از نخستین مضامینی است که در یک دههٔ بعد، به مطالبهٔ رایج زنان نویسنده و انجمن‌های زنانهٔ ایران برای تغییر در قوانین ازدواج و طلاق بدل شد. در این متن همچنین مطالبات زنان با همجنس‌گراستیزی آمیخته شده است و بی‌بی حکایتی طنز با این مضمون نیز روایت کرده است.: ۱۷۶ 
بی‌بی‌خانم زندگی زناشویی ایرانیان را با اروپایی‌ها مقایسه می‌کند. او از رفتار محترمانهٔ مردان فرنگی با همسرانشان می‌گوید و این که در ایران مردان برعکس فرنگی‌ها، خشن هستند، زشت صحبت می‌کنند، به دنبال اختلافند و زنان را تحقیر می‌کنند. در نظر او زندگی زناشویی در ایران یک جنگ فرسایشی بی‌پایان است. تصویری که بی‌بی از دیدگاه مردان ایرانی به همسرانشان نشان می‌دهد، ویرانگر است؛ او شرح می‌دهد که چگونه مردان با صحبت از حقوق و امتیازات، زنان را فریب می‌دهند و با آن‌ها ازدواج می‌کنند و پس از آن که دلزده شدند، زن را نادیده می‌گیرند یا طلاق می‌دهند تا همسر جدیدی اختیار کنند.: ۲۰۲ 

## زبان اثر
در این رساله دیدگاه‌های اسلامی و غربی دربارهٔ زنان ادغام شده‌اند. معایب الرجال نگاهی انتقادی به ساختار تحمیلی جامعه دارد و به مسائلی از قبیل تعدد زوجات، حق یک‌سویهٔ طلاق از طرف مردان و عدم آموزش به زنان اعتراض می‌کند. نسیم خلیلی در مقاله‌ای در شرق می‌گوید بی‌بی‌خانم در رساله‌اش خواستار ایجاد مناسبات جنسیتی متفاوتی شد و در جامعهٔ ایرانی که در آن دوره، میان سنت و مدرنیته قرار گرفته بود، شالودهٔ تفکری نو را پی ریخت. دو رسالهٔ مذکور، در واقع بیان‌گر دیدگاه دو گروه از مردم در دوران قاجار بودند؛ گروهی به مدرنیته و نوگرایی غرب دل بسته بودند و دیگر گروه، با واهمه از تغییر در سبک زندگی جامعه، خواهان تبعیت از سنت‌ها و حفظ وضعیت قدیم بودند. متن معایب الرجال به صورت ثابتی زن‌محور است و گرچه نویسنده از آثار ادبی و مذهبی در آن بهره می‌برد، ولی اگر آن‌ها را زن‌ستیز بداند، آشکارا علیه آن‌ها جدل می‌کند. بی‌بی‌خانم بعضاً از همان آیات و حکایات تأدیب النسوان استفاده می‌کند، اما به جای این‌که هنجارهای سنتی دربارهٔ زنان را تأیید کند، درگیر چالشی مضاعف برای بازتعریف و تفسیری جدید از همان مطالب می‌شود.
نثر کتاب معایب‌الرجال پر از کلمات و عبارات عربی است و نویسنده جابه‌جا برای روشن کردن منظور خود از شعر و آیات قرآن و احادیث بهره برده است. زبان آن «تند و بی‌پروا و به دور از عفت کلام و محافظه‌کاری» است. افسانه نجم‌آبادی در دانشنامه ایرانیکا، در وصف متن ۴۰ صفحه‌ای بی‌بی‌خانم می‌گوید، نثر این رساله حاوی حدود شصت بیت از شعرهای گوناگون کلاسیک و تعدادی ابیات سروده خود بی‌بی است. بی‌بی‌خانم در این رساله حکایت‌هایی را در متن اصلی بازگو می‌کند و طنز خود را با استفاده از تصنیف‌های خیابانی و بحر طویل تیزتر می‌کند. او به طرز ماهرانه‌ای روایت داستان‌های مستهجن را با تفاسیر قرآن و روایات اسلامی ترکیب می‌کند. گذشته از اشاره‌هایش به روایات منسوب به محمد و نهج البلاغه، نوزده بار آیاتی از قرآن را به‌طور کامل یا جزئی نقل کرده است. بی‌بی‌خانم با تکیه بر منابع اسلامی و شعر فارسی، زبان مودبانه و درشت‌گویی، روایات شفاهی و مکتوب، متنی با چند زمینهٔ فرهنگی تولید کرد که به سهولت از یک روایت نبوی به یک شوخی خیابانی می‌پرد و از آن‌جا به یک شعر کلاسیک پندآموز می‌جهد. این در حالی است که در ادبیات قرن بیستم فارسی که پس از آن شکل گرفت، منابع مختلف تاریخی-ادبی عمدتاً به دو دستهٔ سکولار در مقابل مذهبی، مؤدبانه در مقابل مبتذل و مدرن در مقابل سنتی تقسیم می‌شدند؛ لیکن در معایب الرجال با یک متن چند وجهی روبه‌رو هستیم. علاوه بر این، به‌عنوان متنی که مخاطبش زنان هستند، خواننده را به زبان آن فضای فرهنگی پیوند می‌دهد؛ زبانی که با کنایه‌های تیز زنانه همراه بود و بعد از این دوره مجدداً در رستهٔ آثار مبتذل و کم‌ارزش طبقه‌بندی شد.
از نکته‌های جالب این رساله، استفاده از زبان طنز و شوخ‌طبعی در کلام نویسنده است. عمران صلاحی در گل‌آقا بی‌بی‌خانم استرآبادی را «نخستین زن طنزنویس ایران» دانسته است و به نمونه‌های طنز در رسالهٔ معایب الرجال اشاره می‌کند.
بنابر آنچه در مقدمه‌ای که خانم‌ها فتحعلی‌زاده و آقابالازاده بر چاپی جدید از این کتاب نوشته‌اند، رساله‌ای که بی‌بی‌خانم نوشت از لحاظ ادبی ارزش ویژه‌ای ندارد و کلامی عامیانه و سبک دارد؛ اما از نظر جامعه‌شناسی و تاریخ‌نگاری اهمیت دارد و به عنوان بازتابی از شرایط اجتماعی و فرهنگی دورهٔ ناصری، برای مطالعات تاریخ اجتماعی ارزشمند است. نجم‌آبادی هم زمانه‌ای را که معایب الرجال در آن نوشته شد، هم‌گام با افزایش سوادآموزی زنان و شروع نشر آثار آنان در عرصهٔ عمومی می‌داند و انتشار این اثر را دارای پیامدهای بسیاری در تغییر زبان زنان ایرانی دانسته است.

## نسخه‌ها

### نسخه‌های خطی
چندین نسخهٔ خطی از این کتاب موجود است. یک نسخه از آن اکنون به شماره ۸۹۸۴ در کتابخانهٔ مجلس موجود می‌باشد.
نسخهٔ خطی دیگر به خط میرزا سید ابوالقاسم پسر آقا میرزا سیدجعفر و مربوط به ۵ جمادی‌الثانی ۱۳۱۴ است که اکنون به شماره ۶۹۲۷ در کتابخانه و موزه ملی ملک نگهداری می‌شود.
از نسخه‌های دیگر یکی متعلق به کتابخانه حافظ فرمانفرماییان می‌باشد که فیلم آن به شماره ۲۲۰۳ در کتابخانه دانشگاه تهران موجود است و دیگری نسخه کتابخانه گلستان است.

### وضعیت چاپ
کتاب معایب الرجال در سال ۱۳۷۱ خورشیدی و پس از صد سال به کوشش افسانه نجم‌آبادی و حسن جوادی، در دو ویرایش و چاپ جداگانه، در آمریکا منتشر شد. ویرایش افسانه نجم‌آبادی در تابستان ۱۳۷۱ (۱۹۹۲ میلادی) با عنوان بی‌بی‌خانم استرآبادی، معایب الرجال در پاسخ به تأدیب النسوان در ۲۴۹ صفحه توسط انتشارات نگرش و نگارش زن در شیکاگو چاپ شد. ویرایش حسن جوادی (به همراه منیژه مرعشی، سیمین شکرلو و ژانت آفاری) در بهار همان سال با عنوان رویارویی زن و مرد در عصر قاجار: دو رساله تأدیب النسوان و معایب الرجال و در ۳۰۶ صفحه توسط انتشارات کانون پژوهش تاریخ زنان ایران (شیکاگو) و شرکت جهان (مریلند) چاپ و منتشر شد. در ویرایش جوادی، رساله تأدیب النسوان هم درون کتاب گنجانده شده است. یک سال بعد، نجم‌آبادی ویرایش دیگری از کتاب را با انتشارات باران در سوئد رقم زد.: ۴۴۴ 